# Diskografija Hannah Montana
Diskografija Hannah Montane, lika iz istoimenske televizijske serije, ki ga je upodobila ameriška pevka in igralka Miley Cyrus, vključuje en album v živo, enaintrideset singlov, petnajst videospotov, pet soundtrackov in dva albuma z remixi.
Prvi glasbeni dosežek Miley Cyrus je izšel oktobra 2006, in sicer album z osmimi pesmimi, prvi soundtrack serije Hannah Montana, ki je takoj po izidu zasedel prvo mesto na glasbeni lestvici v Združenih državah Amerike, Billboard 200, ter pristal med prvimi desetimi pesmimi na glasbeni lestvici v Združenem kraljestvu. Drugi soundtrack serije, izdan pod imenom Hannah Montana 2, je pristal na vrhu lestvic v Združenih državah Amerike in Kolumbiji, soundtrack filma Hannah Montana: The Movie pa je zasedel prvo mesto na lestvicah v Avstriji, Kanadi, na Irskem, na Novi Zelandiji, Španiji, Turčiji in Združenih državah Amerike, tretji sountrack serije, Hannah Montana 3, pa je zasedel prvo mesto na večini glasbenih lestvic revije Billboard z otroškimi albumi in soundtracki. Prvi album z remixi serije, Hannah Montana 2: Non-Stop Dance Party, je zasedel sedmo mesto na lestvici v Združenih državah Amerike, drugi, Hannah Montana: Hits Remixed, pa šele stotretje. Prvi album v živo, Hannah Montana & Miley Cyrus: Best of Both Worlds Concert, je zasedel prvo mesto na lestvici Top Kid Audio (danes Kid Albums). Peti in zadji soundtrack serije, Hannah Montana Forever, je izšel 19. oktobra leta 2010.
Pod imenom Hannah Montana je Miley Cyrus do danes izdala dvaintrideset singlov, štiriindvajset pa jih je doseglo kakršnokoli mesto na katerikoli lestvici. Pesem »He Could Be the One« je dokazano najuspešnejša v Združenih državah Amerike, kjer je zasedla deseto mesto na lestvici Billboard Hot 100. Do 27. aprila 2010 je Hannah Montana samo v Združenih državah Amerike prodala več kot 8,5 milijonov kopij izvodov.

## Albumi

### Soundtracki
| Leto | Detajli albuma                                   | Dosežki | Dosežki | Dosežki    | Dosežki        | Dosežki | Dosežki  | Dosežki   | Certifikacije                                                        |
| Leto | Detajli albuma                                   | ZDA     | Kanada  | Avstralija | Nova Zelandija | Španija | Avstrija | Brazilija | Certifikacije                                                        |
| ---- | ------------------------------------------------ | ------- | ------- | ---------- | -------------- | ------- | -------- | --------- | -------------------------------------------------------------------- |
| 2006 | Hannah Montana - Založba: Walt Disney            | 1       | 10      | 35         | 22             | 14      | —        | —         | - ZDA: 3× Platinasta - Kanada: Zlata - Brazilija: Zlata              |
| 2007 | Hannah Montana 2 - Založba: Walt Disney          | 1       | 3       | 20         | 6              | 46      | —        | —         | - ZDA: 3× Platinasta - Kanada: Platinasta - Brazilija: Zlata         |
| 2009 | Hannah Montana: The Movie - Založba: Walt Disney | 1       | 1       | 6          | 1              | 1       | —        | —         | - ZDA: 2× Platinasta - Nova Zelandija: Platinasta - Brazilija: Zlata |
| 2009 | Hannah Montana 3 - Založba: Walt Disney          | 2       | 2       | 27         | 16             | 6       | —        | —         | - ZDA: Zlata                                                         |
| 2010 | Hannah Montana Forever - Založba: Walt Disney    | 11      | —       | 66         | —              | 23      |          |           |                                                                      |

### Albumi v živo
| Leto                                                                             | Detajli albuma | Dosežki | Dosežki | Dosežki          | Dosežki    | Dosežki        | Dosežki |
| Leto                                                                             | Detajli albuma | ZDA     | Kanada  | Velika Britanija | Avstralija | Nova Zelandija | Španija |
| -------------------------------------------------------------------------------- | -------------- | ------- | ------- | ---------------- | ---------- | -------------- | ------- |
| 2008                                                                             |                |         |         |                  |            |                |         |
| Hannah Montana & Miley Cyrus: Best of Both Worlds Concert - Založba: Walt Disney | 3              | 3       | 29      | 16               | 27         | 46             |         |

### Albumi z remixi
| Leto | Detajli albuma                                                | Dosežki |
| Leto | Detajli albuma                                                | ZDA     |
| ---- | ------------------------------------------------------------- | ------- |
| 2008 | Hannah Montana 2: Non-Stop Dance Party - Založba: Walt Disney | 7       |
| 2008 | Hannah Montana: Hits Remixed - Založba: Walt Disney           | 103     |

## Singli
| Leto | Singl                                                                           | Dosežki | Dosežki | Dosežki | Dosežki | Dosežki    | Album                                                     |
| Leto | Singl                                                                           | ZDA     | ZDA Pop | Irska   | Kanada  | Avstralija | Album                                                     |
| ---- | ------------------------------------------------------------------------------- | ------- | ------- | ------- | ------- | ---------- | --------------------------------------------------------- |
| 2006 | »The Best of Both Worlds«                                                       | 92      | 71      | 17      | —       | —          | Hannah Montana                                            |
| 2006 | »Who Said«                                                                      | 83      | 63      | —       | —       | 109        | Hannah Montana                                            |
| 2006 | »This Is the Life«                                                              | 89      | 68      | —       | —       | —          | Hannah Montana                                            |
| 2006 | »Pumpin' Up the Party«                                                          | 81      | 62      | —       | —       | —          | Hannah Montana                                            |
| 2006 | »The Other Side of Me«                                                          | 84      | 64      | —       | —       | —          | Hannah Montana                                            |
| 2006 | »Just Like You«                                                                 | 99      | 79      | —       | —       | —          | Hannah Montana                                            |
| 2006 | »I Got Nerve«                                                                   | 67      | 51      | —       | —       | —          | Hannah Montana                                            |
| 2006 | »If We Were A Movie«                                                            | 47      | 38      | —       | —       | —          | Hannah Montana                                            |
| 2006 | »Rockin' Around the Christmas Tree«                                             | —       | —       | —       | —       | —          | Hannah Montana (Praznična izdaja)                         |
| 2007 | »Nobody's Perfect«                                                              | 27      | 25      | —       | —       | 87         | Hannah Montana 2                                          |
| 2007 | »Make Some Noise«                                                               | 92      | 78      | —       | —       | —          | Hannah Montana 2                                          |
| 2007 | »Life's What You Make It«                                                       | 25      | 24      | —       | —       | —          | Hannah Montana 2                                          |
| 2007 | »True Friend«                                                                   | 99      | 82      | —       | —       | —          | Hannah Montana 2                                          |
| 2007 | »One in a Million«                                                              | 112     | 96      | —       | —       | —          | Hannah Montana 2                                          |
| 2007 | »We Got the Party«                                                              | —       | —       | —       | 98      | —          | Hannah Montana 2                                          |
| 2007 | »Bigger Than Us«                                                                | —       | —       | —       | —       | —          | Hannah Montana 2                                          |
| 2008 | »Rock Star«                                                                     | 81      | 53      | —       | —       | —          | Hannah Montana & Miley Cyrus: Best of Both Worlds Concert |
| 2008 | »Let's Do This«                                                                 | 123     | —       | —       | —       | —          | Hannah Montana: The Movie                                 |
| 2009 | »Let's Get Crazy«                                                               | 57      | —       | —       | 26      | —          | Hannah Montana: The Movie                                 |
| 2009 | »You'll Always Find Your Way Back Home«                                         | 81      | —       | —       | 76      | —          | Hannah Montana: The Movie                                 |
| 2009 | »It's All Right Here«                                                           | 124     | —       | —       | —       | —          | Hannah Montana 3                                          |
| 2009 | »I Wanna Know You« (skupaj z Davidom Archuleto)                                 | 74      | —       | —       | —       | —          | Hannah Montana 3                                          |
| 2009 | »Ice Cream Freeze (Let's Chill)«                                                | 87      | —       | —       | 57      | —          | Hannah Montana 3                                          |
| 2009 | »He Could Be the One«                                                           | 10      | —       | —       | 97      | 64         | Hannah Montana 3                                          |
| 2009 | »Don't Wanna Be Torn«                                                           | 104     | —       | —       | —       | —          | Hannah Montana 3                                          |
| 2009 | »Supergirl«                                                                     | 105     | —       | —       | —       | —          | Hannah Montana 3                                          |
| 2010 | »Just a Girl«                                                                   | —       | —       | —       | —       | —          | Hannah Montana 3                                          |
| 2010 | »Are You Ready«                                                                 | —       | —       | —       | —       | —          | Hannah Montana Forever                                    |
| 2010 | »Ordinary Girl«                                                                 | 91      | —       | —       | —       | —          | Hannah Montana Forever                                    |
| 2010 | »I'm Still Good«                                                                | —       | —       | —       | —       | —          | Hannah Montana Forever                                    |
| 2010 | »Que Sera«                                                                      | —       | —       | —       | —       | —          | Hannah Montana Forever                                    |
| 2010 | »Gonna Get This« (skupaj z Iyazom)                                              | 66      | —       | —       | —       | —          | Hannah Montana Forever                                    |
| 2010 | »—« označuje, da se singl ni uvrstil na lestvico ali ni izšel na tistem območju |         |         |         |         |            | Hannah Montana Forever                                    |

## Videospoti
| Leto | Pesem                                   |
| ---- | --------------------------------------- |
| 2006 | »The Best of Both Worlds«               |
| 2006 | »Who Said«                              |
| 2006 | »This Is the Life«                      |
| 2006 | »Pumpin' Up the Party«                  |
| 2006 | »The Other Side of Me«                  |
| 2006 | »Just Like You«                         |
| 2006 | »I Got Nerve«                           |
| 2006 | »If We Were a Movie«                    |
| 2007 | »Nobody's Perfect«                      |
| 2007 | »Make Some Noise«                       |
| 2007 | »Life's What You Make It«               |
| 2007 | »True Friend«                           |
| 2007 | »Old Blue Jeans«                        |
| 2007 | »One in a Million«                      |
| 2007 | »Bigger than Us«                        |
| 2008 | »Rock Star«                             |
| 2008 | »It's All Right Here«                   |
| 2008 | »Let's Do This«                         |
| 2009 | »Let's Get Crazy« (2 verziji)           |
| 2009 | »You'll Always Find Your Way Back Home« |
| 2009 | »Ice Cream Freeze (Let's Chill)«        |
| 2009 | »Supergirl«                             |
| 2009 | »Just a Girl«                           |
| 2009 | »Mixed Up«                              |
| 2009 | »Every Part of Me«                      |
| 2009 | »He Could Be the One«                   |
| 2010 | »Ordinary Girl«                         |
| 2010 | »I'm Still Good«                        |
| 2010 | »Que Sera«                              |
| 2010 | »Gonna Get This« (skupaj z Iyazom)      |